# Марія Антонія Вальдштайн-Вартенберзька
Марія Антонія Вальдштайн-Вартенберзька (нім. Maria Antonia von Waldstein zu Wartenberg, 31 березня 1771 — 17 січня 1854) — донька графа Георга Крістіана Вальдштайн цу Вартенберг та графині Марії Єлизавети фон Ульфельдт, дружина князя Кохари Ференца Йозефа.

## Біографія
Марія Антонія народилась 31 березня 1771 року у Відні. Вона була четвертою дитиною та третьою донькою в родині графа Георга Крістіана Вальдштайн цу Вартенберг та графині Марії Єлизавети фон Ульфельдт. Дівчинка мала старших сестер Марію Йозефу та Марію Єлизавету й брата Георга Йозефа.

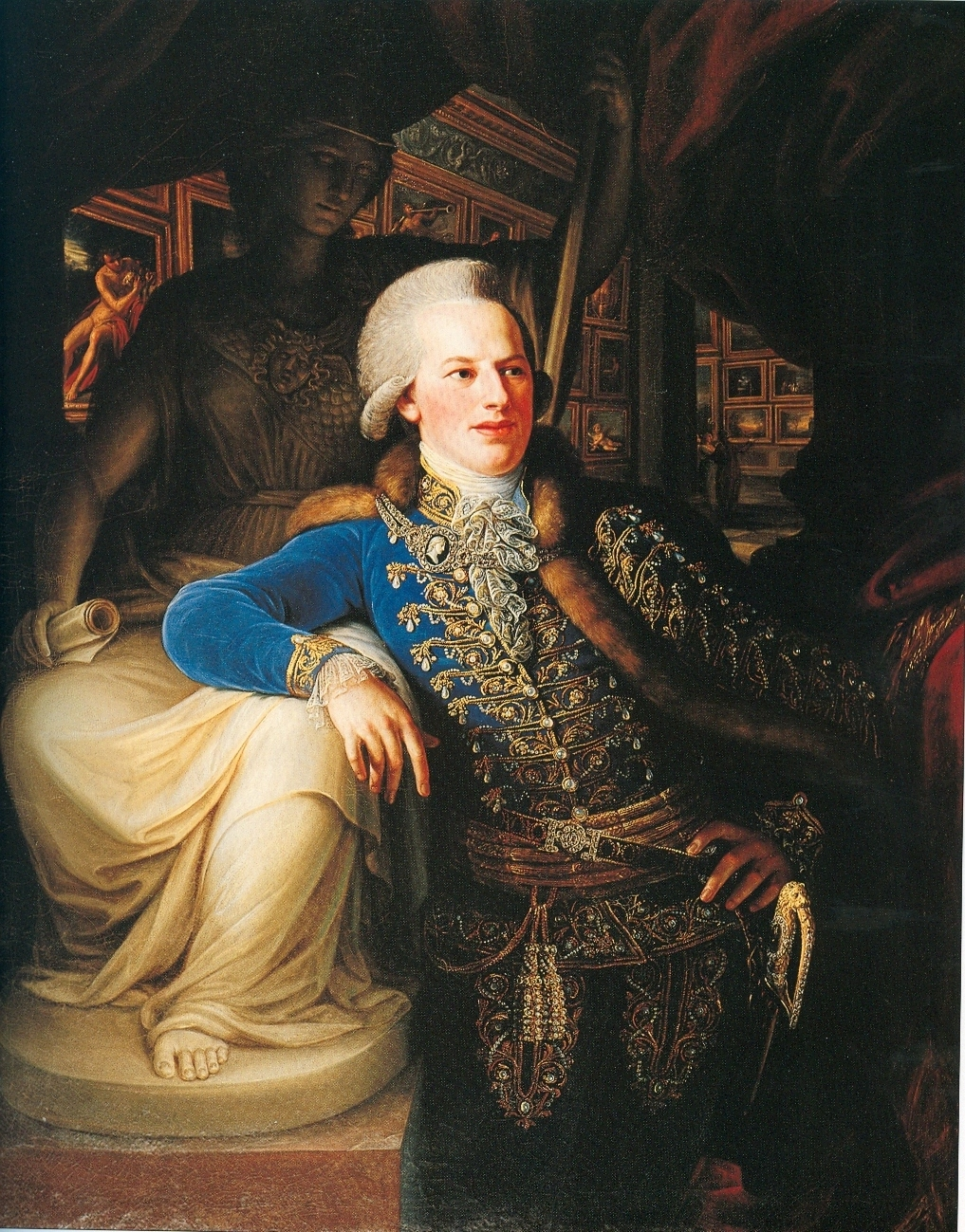
Ференц Кохари

У 20 років Марія Антонія взяла шлюб із багатим австро-угорським землевласником Ференцом Кохари, старшим від неї на чотири роки. Весілля відбулося 13 лютого 1792 року у Відні. У подружжя народилося двоє дітей.
Коли руки їхньої доньки попросив справжній принц (князь), імператор підвищив аристократичний ранг Ференца до князівського. Марія Антонія стала княгинею Кохари.
Ференц Йозеф помер влітку 1826 року. Марія Антонія пережила його на кілька десятиліть і пішла з життя 17 січня 1854 року.

## Родина
Чоловік — Ференц Йозеф Кохари
Діти:
- Ференц (1792—1795) помер в дитячому віці;
- Марія Антонія  (1797—1862) — дружина принца Саксен-Кобург-Заальфельдського Фердинанда, мала четверо дітей.